# Metawithius
Metawithius es un género de arácnido del orden Pseudoscorpionida de la familia Withiidae.

## Especies
Las especies de este género son:
- - Metawithius indicus Murthy and Ananthakrishnan, 1977
  - Metawithius murrayi (Pocock, 1900)
  - Metawithius parvus (Beier, 1930)
  - Metawithius philippinus Beier, 1937
  - Metawithius spiniventer Redikorzev, 1938
  - Metawithius bulli Sivaraman, 1980
  - Metawithius chamundiensis Sivaraman, 1980
  - Metawithius tweediei Beier, 1955
  - Metawithius yurii Redikorzev, 1938